# 안라신사
안라신사(安羅神社, 阿羅神社, Yasura Shrine)는 일본 시가현 구사쓰시 아나무라초에 있는 천일창을 숭배하는 신사다.

## 개요
신라 왕자 아메노 히보코(天日槍命)를 조상신으로 숭배하는 신사이다. 600년대 신라 왕자가 아라가야 왕자 쓰루가 아라시토(都怒我阿羅斯等)와 한 무리를 이끌고 일본으로 건너와 그 후손들이 아나무라(穴村) 마을을 형성하였다.

## 아라가야인들의 신사
529년 아라가야는 가야 제국 전체를 이끌며 국제 회의를 개최하기도 하는데, 아라가야는 신라에 투항하며 560년 전후 아라가야는 멸망한다. 안라신사는 유민이 되어서 일본으로 건너가게 된 수많은 아라가야인들의 신을 모시는 곳이다.

## 제례
- 4월 13일[4]